# Lomnice nad Popelkou
Lomnice nad Popelkou (deutsch Lomnitz an der Popelka) ist eine Stadt in der Region Liberecký kraj (Tschechien) an der Grenze zwischen Böhmischem Paradies (Český ráj) und Riesengebirge (Krkonoše). Lomnice liegt am Fluss Popelka auf einer Meereshöhe von 478 m ü. M. und hat etwa 5600 Einwohner. Die Stadt lebt vor allem vom Tourismus, aber auch von Industrieunternehmen der Branchen Textil, Maschinenbau und Holzverarbeitung. Bekannt ist Lomnice weiterhin durch die Produktion von Keksen.

## Geschichte
Die älteste schriftliche Erwähnung stammt von Dalimil aus dem Jahr 1232.

## Gemeindegliederung
Die Stadt Lomnice nad Popelkou besteht aus den Ortsteilen Černá (Tscherna), Dráčov (Dratschow), Chlum, Košov (Koschow), Lomnice nad Popelkou (Lomnitz an der Popelka), Morcinov (Morzinow), Nové Dvory (Neuhöfen), Ploužnice (Plauschnitz), Rváčov (Rwatschow), Skuhrov (Skuchrow), Tikov (Tikow) und Želechy (Schelech). Grundsiedlungseinheiten sind Černá, Hoření Lomnice (Oberlomnitz), Hrádka, Chlum, Košov, Lomnice nad Popelkou, Morcinov, Nové Dvory, Ploužnice, Rváčov, Skuhrov, Želechy und Žižkov.
Das Gemeindegebiet gliedert sich in die Katastralbezirke Chlum pod Táborem, Košov, Lomnice nad Popelkou, Ploužnice pod Táborem, Rváčov und Želechy.

## Sehenswürdigkeiten
- Volksarchitektur (denkmalgeschützte Stadt)
- Spätbarocke Pfarrkirche des Hl. Nikolaus von Bari (1781)
- Pestsäule (1713)
- Jan-Hus-Denkmal
- Frühbarockes Schloss, errichtet 1737 von Familie Morzin, ab 1834 Besitz der Fürsten Rohan aus Sychrov
- Stadtmuseum mit Exponaten aus der Region (am Markt)
- Marktbrunnen (18. Jahrhundert)
- Rathaus im neogotischen Stil (1864)

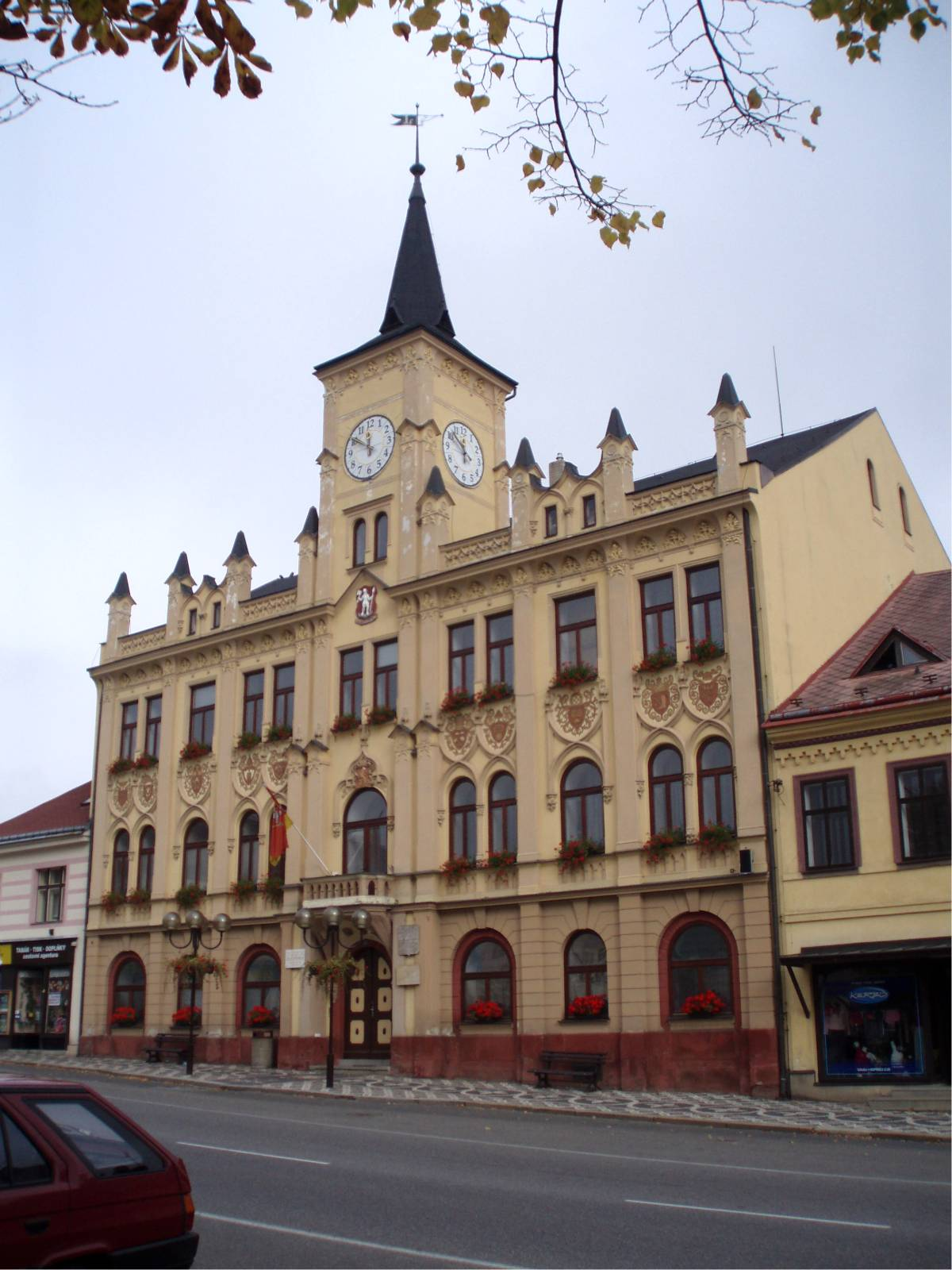
Rathaus am Marktplatz
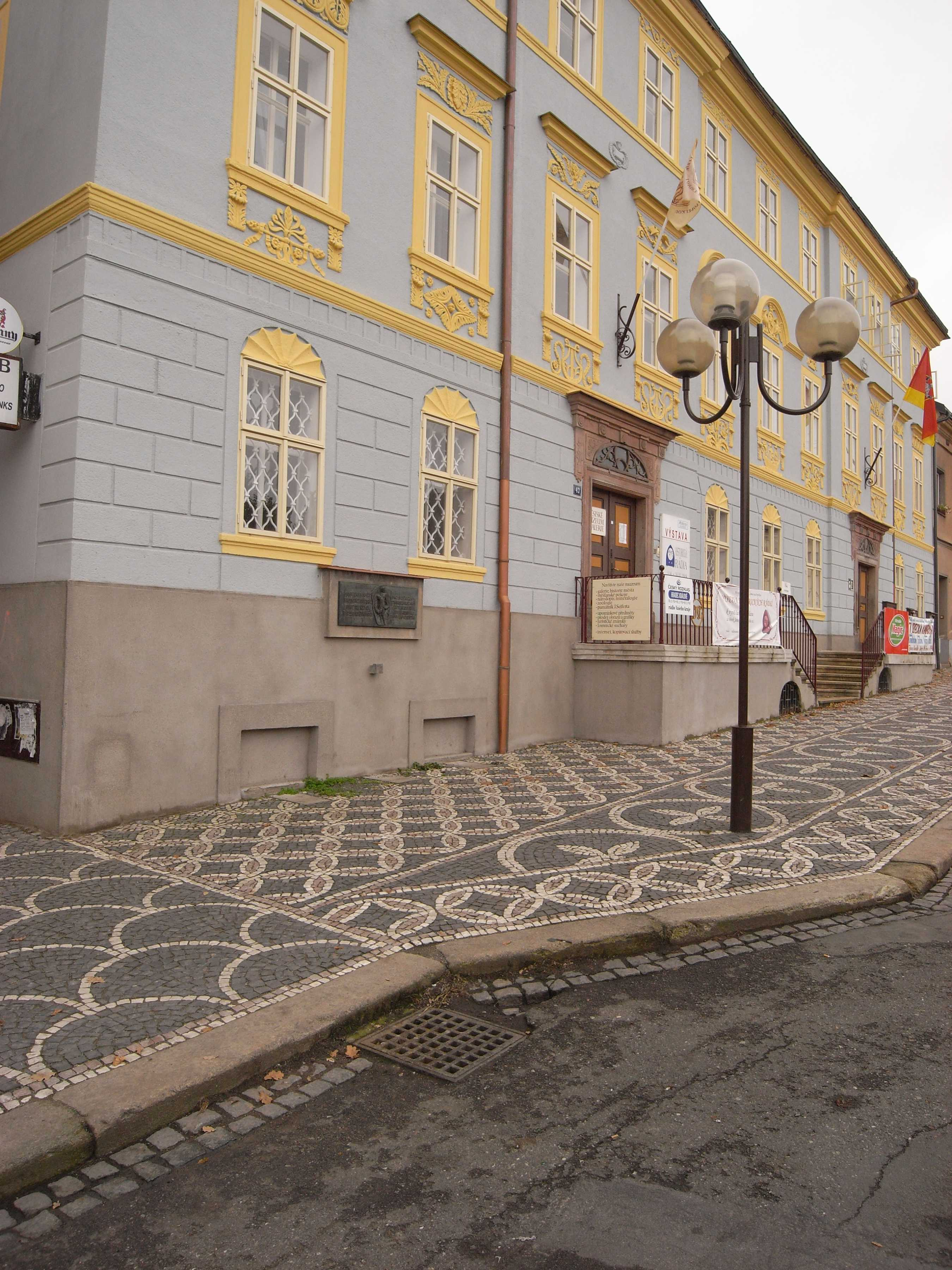
Stadtmuseum und Fußweg mit kunstvoll verlegtem Marmorpflaster
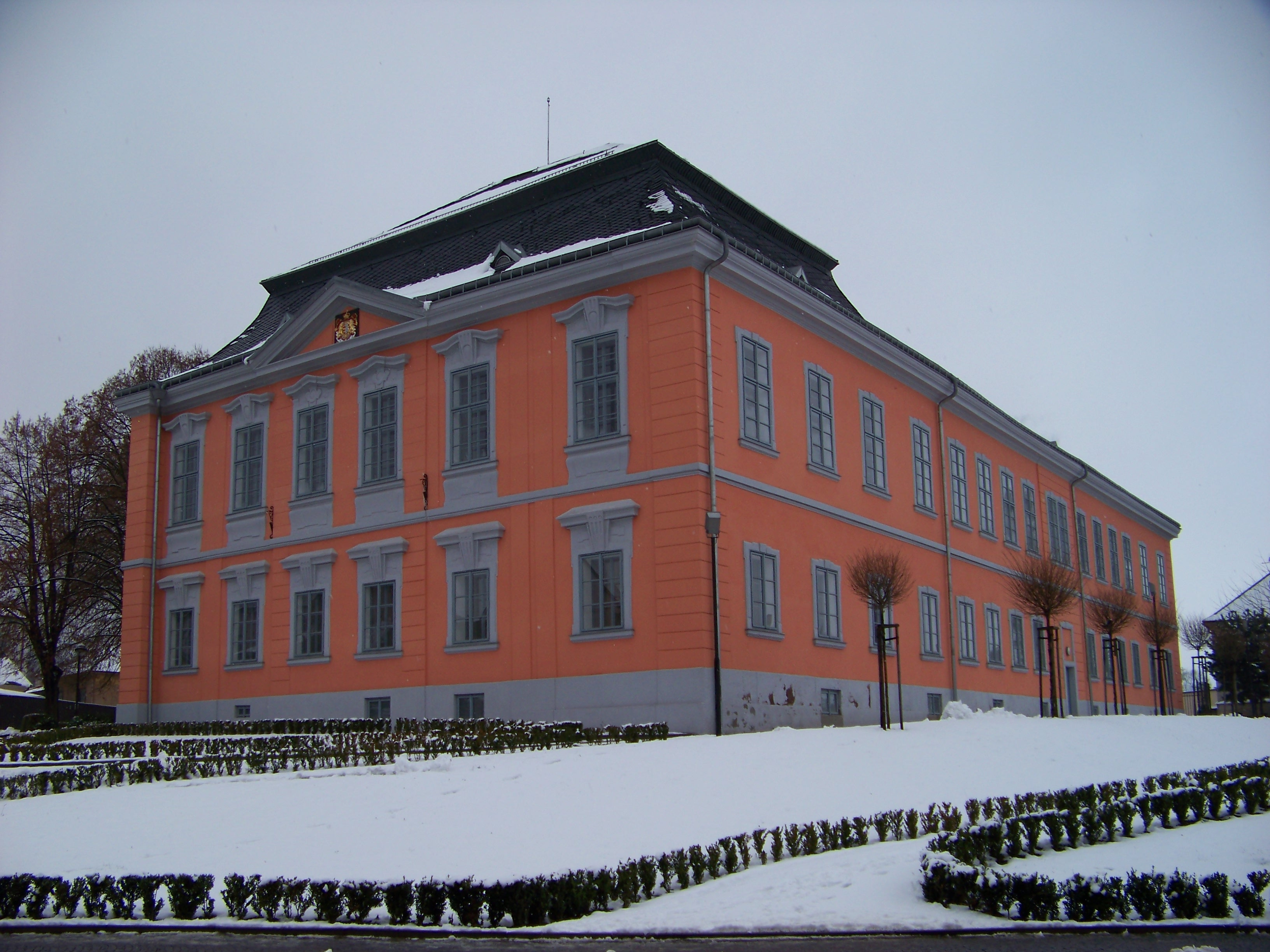
Schloss Lomnice
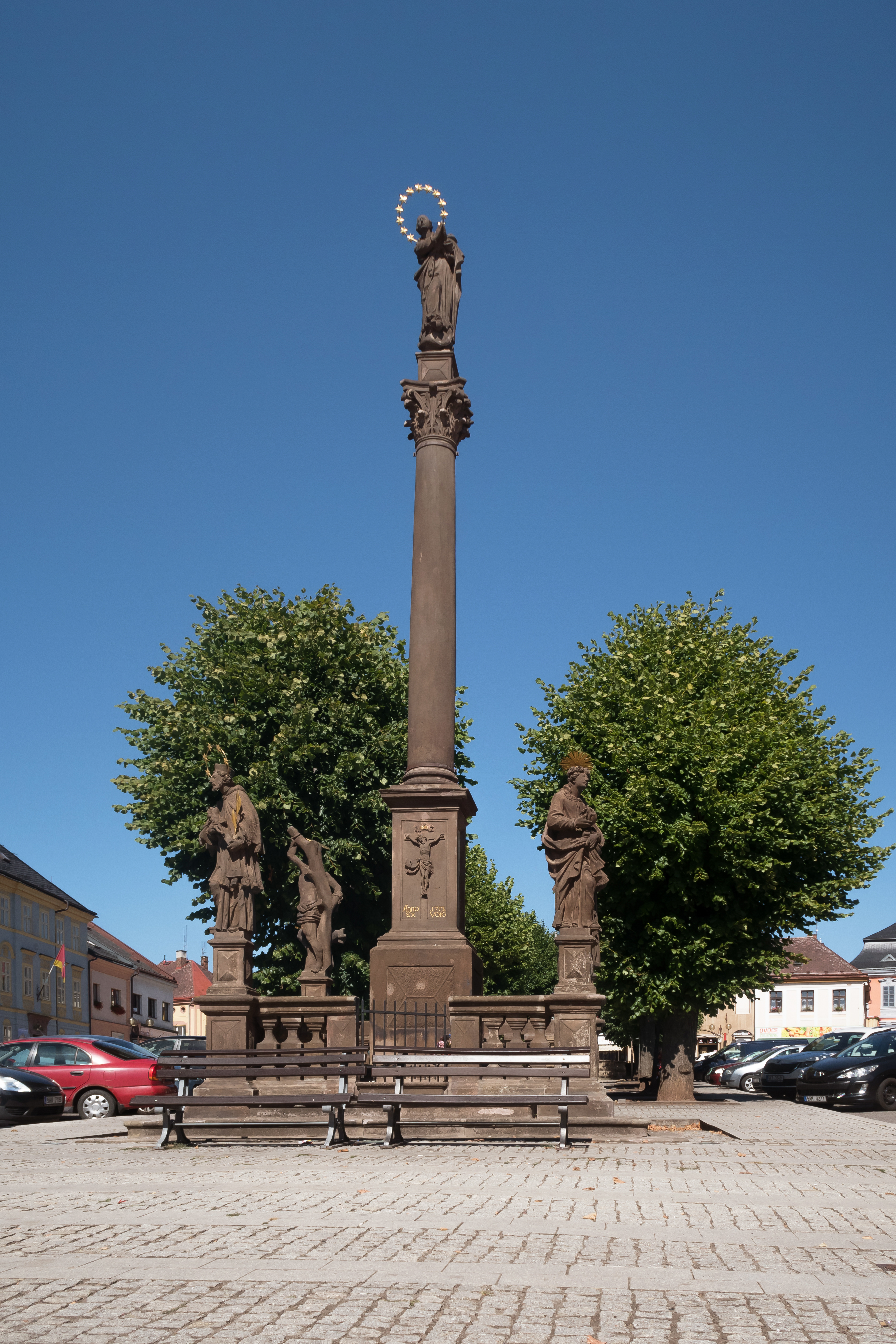
Skulptur: mariánský morový sloup
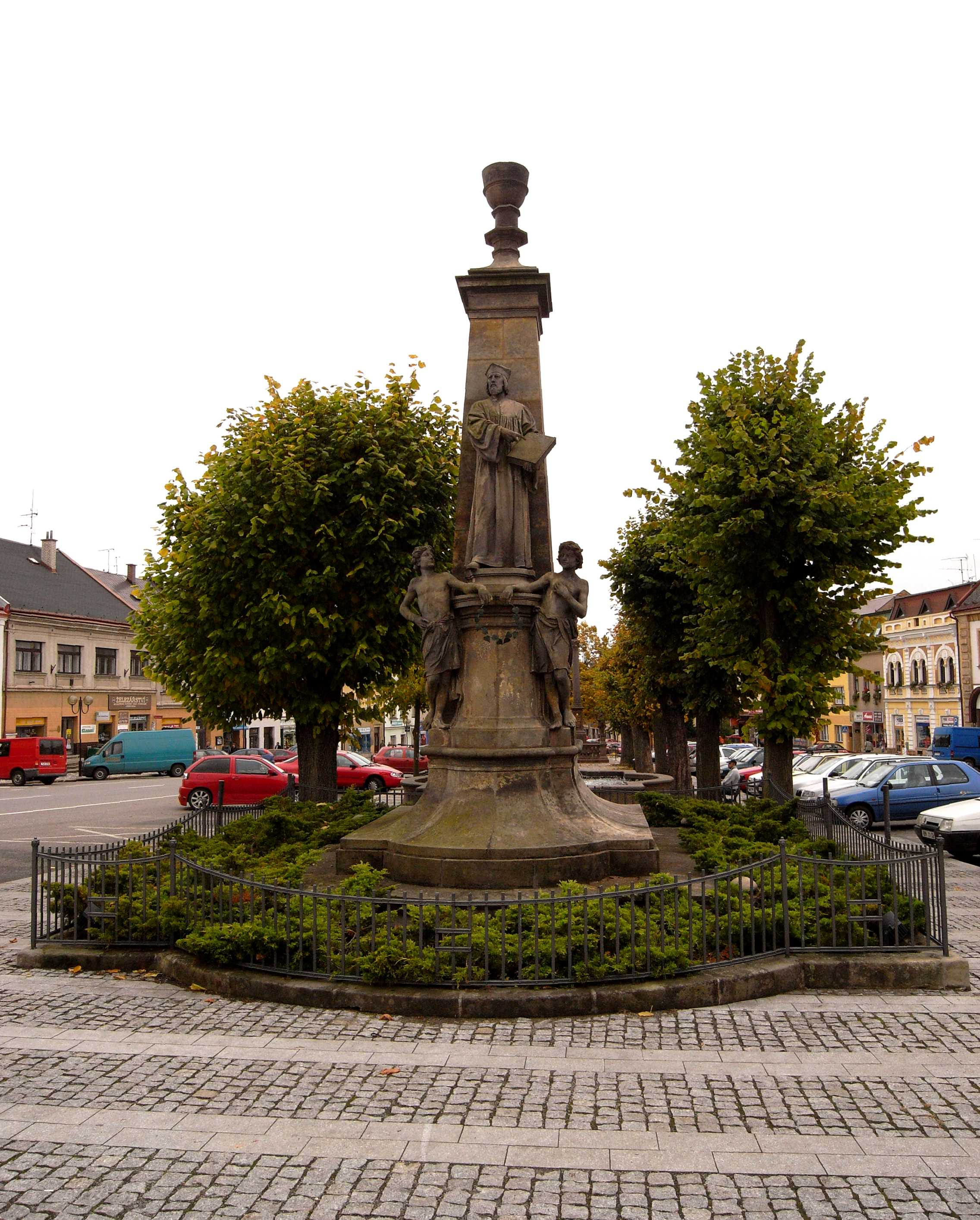
Jan-Hus-Denkmal auf dem Markt
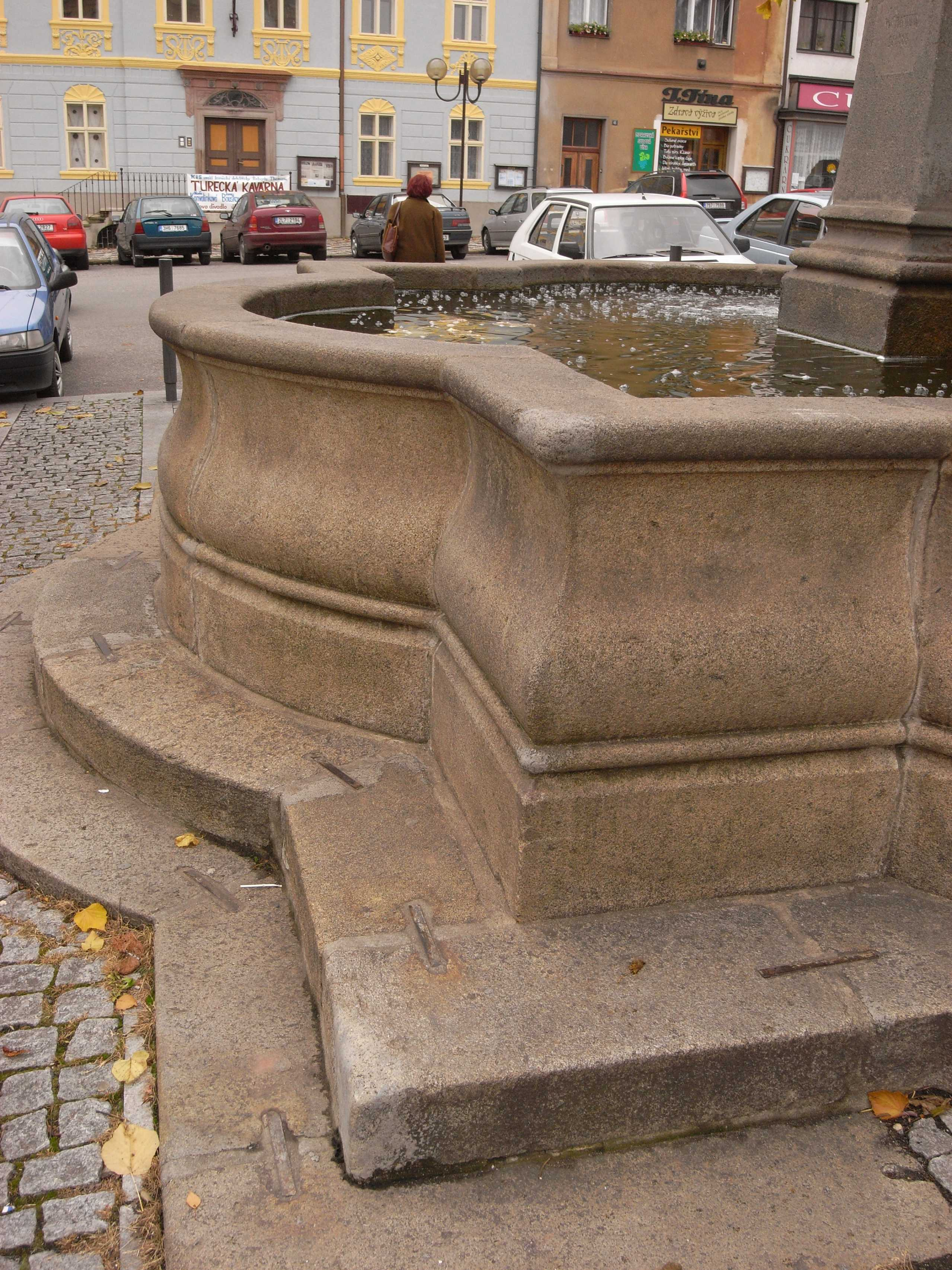
Granitbrunnen auf dem Markt (Detailansicht)

## In der Kunst
Lomnitz an der Popelka ist einer der Handlungsorte in Henning Ahrens’ Roman Mitgift (2021). Der Großvater von  Ahrens geriet hier im Mai 1945 in Gefangenschaft.
Die Stadt findet auch Erwähnung im Buch Gebrauchsanweisung fürs Zugreisen von Jaroslav Rudiš, der in Lomnitz an der Popelka aufgewachsen ist.